# Острова Мануа
Острова Мануа (англ. Manuʻa Islands) — островная группа, состоящая из четырёх островов: Тау (три округа: Тау, Фалеасао и Фитиута) (44,31 км²), Нуутеле, Офу (7,215 км²) и Олосега (5,163 км²) (последние два острова соединены песчаной отмелью). Группа расположена примерно в 110 км к востоку от острова Тутуила. Является частью Американского Самоа.

## География
Все острова группы имеют вулканическое происхождение. Высшая точка, гора Лата (969 м), расположена на острове Тау.
Значительную часть Мануа составляют заповедники.

## История
Острова Мануа имеют тесные исторические и культурные связи с другими островами Самоа.
В полинезийской мифологии острова Мануа считались священным местом, так как на них, согласно легендам, верховный полинезийский бог Тагалоа создал человека и окружающие острова.
В прошлом верховные вожди Мануа носили титул Туи-Мануа (Tui Manu’a). Последним из них был Туимануа Элисара (Tuimanu’a Elisara), умерший 2 июля 1909 года. Титул Туи-Мануа до сих пор существует, однако нет людей, носящих его.
Первым европейцем, увидевшим острова Мануа, стал голландский путешественник Якоб Роггевен, открывший их 14 июня 1721 года.
Острова официально стали владением США 14 июля 1904 года.

## Население
Численность населения островов Мануа в 2010 году составляла 1323 человек: на Тау (три округа: Тау, Фалеасао и Фитиута) проживало 970 человека), на Офу — 176 человек, на Олосега — 177 человек. При этом население постепенно сокращается. В 1930-х годах примерно 20 % населения Американского Самоа проживало на островах, к 1980-м годам — только 6 %. Отток жителей связан с отсутствием на Мануа экономических возможностей. Главный город группы островов Мануа — город Лума на острове Тау.